# Peter Weigelt

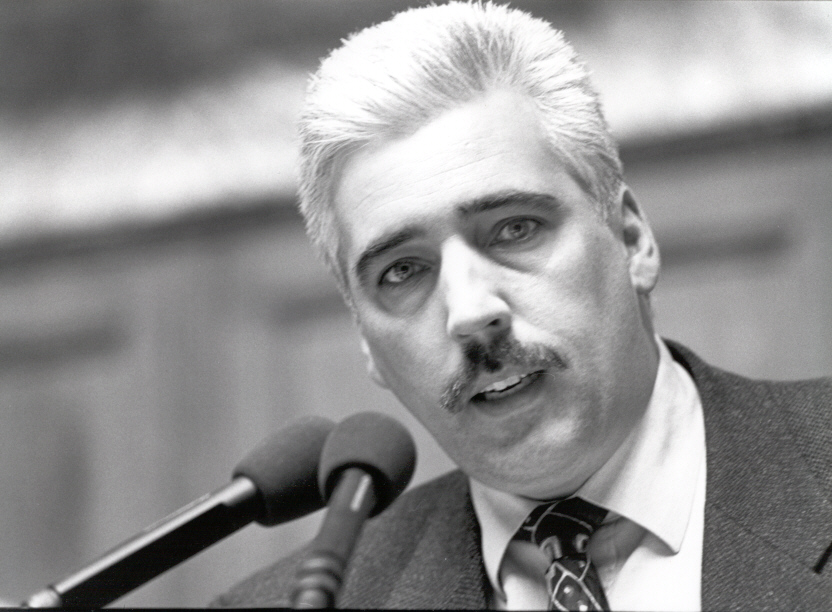
Peter Weigelt (1996)

Peter Weigelt (* 19. Februar 1956 in St. Gallen; heimatberechtigt ebenda) ist ein Schweizer Unternehmer und Politiker (FDP).

## Leben
Weigelt war von 1988 bis 1990 im Grossen Gemeinderat St. Gallen und von 1990 bis 1996 Kantonsrat des Kantons St. Gallen. Bei den Wahlen vom 22. Oktober 1995 wurde er in den Nationalrat gewählt und hatte dort Einsitz bis am 15. September 2006. Er ist Verwaltungsratspräsident der Ostschweizer Medien AG, die das Online-Portal «Die Ostschweiz» herausgibt. 2021 führte Weigelt das Referendum gegen das neue Mediengesetz an.
Er ist verheiratet und hat drei Kinder. Seine Tochter Karin Weigelt lief für die Schweizer Handballnationalmannschaft auf. Im Militär hatte er den Grad eines Majors.